# アルコース
アルコース(Arkose)またはアルコース砂岩(Arkosic sandstone)は、砕屑物の堆積岩のうち、特に少なくとも25%は長石を含むものである。アルコース砂は、長石を多く含む砂で、アルコースの前駆体となりうるものである。

## 組成
鉱物組成としては、石英が大部分を占め、しばしば雲母も含まれる。鉱物の他に、岩石の破片も重要な組成である。アルコースは通常、少量の方解石セメントを含むため、希塩酸中でわずかに発泡する。セメントには酸化鉄も含まれている場合がある。

## 色と化石
色は通常灰色から赤みがかった色で、砂粒の大きさは細かいものから非常に荒いものまであるが、荒いものが多い。その堆積過程から、アルコース中の化石は珍しいが、単層はしばしば見られる。

## 形成過程
アルコースは、長石の豊富な火成岩や変成岩、多くは花崗岩等の風化によって形成される。長石が著しい化学的風化や分解を受けないように、寒冷乾燥の環境下で急速に堆積する必要がある。そのため、アルコースは、textural immaturityな堆積岩と言われることがある。アルコースは、花崗岩質の地形に由来する礫岩の堆積物と共生することが多く、花崗岩の地形のすぐ近隣の不整合の上でよく見られる。

## ギャラリー

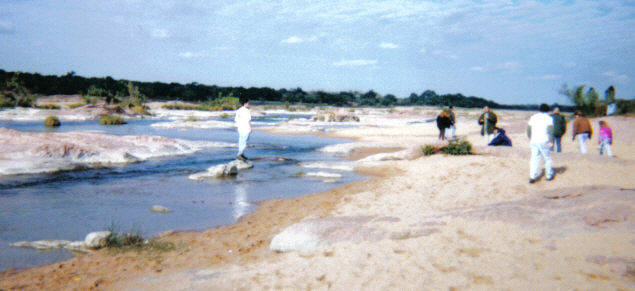
テキサス州のラノ隆起で見られるアルコース砂と露出する花崗岩
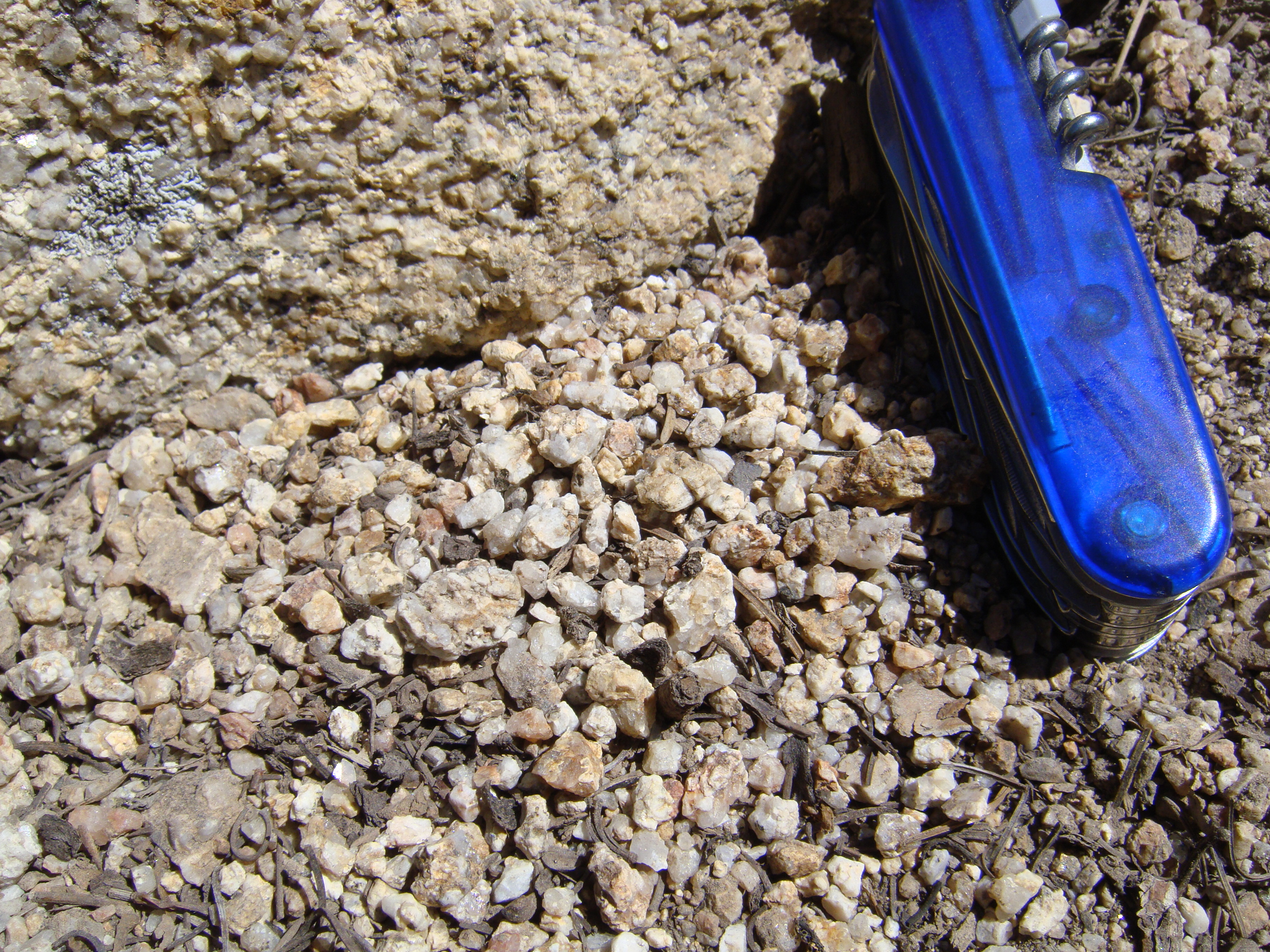
砕屑物とその由来の花崗岩

## ウルル
オーストラリア中央部にある残丘であるウルルは、新原生代後期からカンブリア紀にアマデウス盆地に堆積したアルコースである。